# 奥拉齐奥·斯基拉奇
奥拉齐奥·斯基拉奇（義大利語：Orazio Schillaci，1966年4月27日—），意大利政治家，2022年10月起担任梅洛尼政府卫生部长。